# 阿拉伯語維基百科
阿拉伯語維基百科是維基百科協作計劃的阿拉伯語版本，由非營利組織──維基媒體基金會維持負責。計劃開始于2003年，截至2023年12月，已有超過1,224,146個條目，在各語言維基百科計劃中，規模排名第17（依條目量計算）的維基百科。2023年12月23日，由於不滿以色列轟炸加沙地帶，阿拉伯语维基百科的logo染成巴勒斯坦国旗的颜色，暂停编辑24小时，并呼吁以哈战争停火。

## 紀念標誌

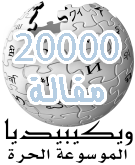
20000條目里程碑標誌
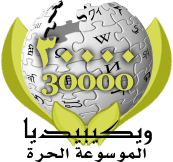
30000條目里程碑標誌
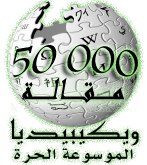
50000條目里程碑標誌
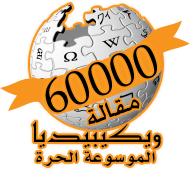
60000條目里程碑標誌
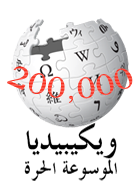
200000條目里程碑標誌
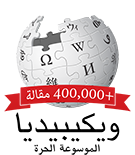
400000條目里程碑標誌
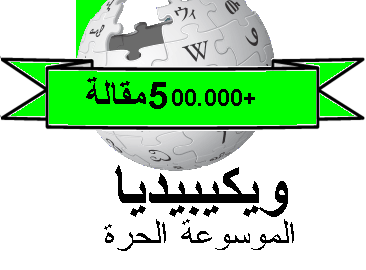
500000條目里程碑標誌
2023年12月底的logo

## 外部連結
- 阿拉伯語維基百科 （页面存档备份，存于）